# Perugia
Perugia er hovedstad i regionen Umbria, der er en af de få regioner i Italien, der ikke grænser op til havet. Byen har 161.748(2023) indbyggere.
Etruskerne kommer fra området. Der er rester af bymure, som blev bygget for 2.200 år siden, da Rom var en meget lille landsby.
Midt i byen ligger Piazza IV Novembre (tidl. Piazza Grande) med  historiske bygninger, et springvand fra 1278 og Palazzo dei Priori, der blev bygget i de næste 200 år.
I centrum findes både det gamle universitet og et universitet for udlændinge (Università per Stranieri), der især underviser i italiensk sprog.
Perugia er ikke så besøgt af turister som Firenze. Øst for Perugia ligger Assisi, som er blevet en national helligdom. Vest for byen ligger Trasimeno. Syd for ligger en lille by Deruta, der er berømt for sit porcelæn. Længere sydpå løber Tiberen, og vejen til Rom står åben som for hærføreren Hannibal og hans elefanter i sin tid.
Perugia er hver sommer vært for Italiens vigtigste jazz festival (Umbria Jazz). Nogle af jazzens største navne har spillet her.